# Parc national du Kenozero
Vous lisez un « bon article » labellisé en 2024.
Cet article concerne le parc national. Pour le lac éponyme, voir Kenozero.
Le parc national du Kenozero (en russe : Кенозерский национальный парк, Kenozerski natsionalny park) est un parc national du Nord de la Russie, dans les raïons de Plessetsk et de Kargopol en oblast d'Arkhangelsk. Il s'étend sur 140 218 ha et jouxte le parc national de Vodlozero en république de Carélie voisine. Réserve de biosphère depuis 2004, il est inscrit depuis 2024 au patrimoine mondial de l'Unesco sous le nom de paysage culturel du lac Kenozero.
Il protège l'ensemble du lac Kenozero et sa région naturelle — région nommée Kenozerié — qui comprend de nombreux autres lacs plus petits tels que le lac Svirnoïe et le lac Liokchmozero. En particulier, le parc est caractéristique des régions du Nord russe, et de ses étendues plates couvertes de lacs et de forêts mixtes de pins et d'épicéas — la taïga. La faune et la flore sont d'une richesse exceptionnelle, qui diffère selon que l'on est dans les marécages, les eaux ou les forêts. Nombre d'espèces figurent dans le livre rouge de Russie.
Les rives des lacs sont peuplées depuis le IVe millénaire av. J.-C. par les peuples finno-ougriens et leurs ancêtres, des peuples d'Europe du Nord et de l'Oural. Les habitants d'alors ont développé des villages de pêcheurs et pratiquaient des rituels païens. L'influence russe arrive au Moyen Âge, d'abord avec les Novgorodiens et leur république qui imposent leur domination sur la région à la fin du XIIIe siècle, puis lorsque les Pomors installent soixante-cinq villages dans la région au XVIIe siècle. Les villages se développent progressivement, avec la construction de nombreux bâtiments en bois aujourd'hui exemples de l'architecture en bois russe. De cette architecture typique du Nord russe, le parc abrite aujourd'hui églises et autres sites culturels des XVIIIe et XIXe siècles et des dizaines de sites archéologiques et cimetières. Quarante-cinq monuments sont classés aux objets patrimoniaux culturels de Russie, notamment le pogost du Potchozero, la chapelle de la Transfiguration de Glazovo et l'église de l'Assomption de Verchinino. Enfin, l'un des villages, Zekhnova, est membre de l'association des Plus Beaux Villages de Russie.
Si une certaine protection existait déjà durant la période soviétique, c'est seulement trois jours après la dissolution de l'URSS que le parc national est créé, le 28 décembre 1991. Le parc garde une nature encore peu touchée par les activités humaines tandis que le statut de parc national a permis une meilleure protection des biens culturels ainsi qu'un meilleur accès à la zone et, aujourd'hui, plusieurs voies terrestres et lacustres parcourent le parc. La partie nord du parc abrite principalement les lieux culturels tandis que la partie méridionale est plus naturelle.

## Toponymie
Le parc national tient son nom du lac Kenozero, qui, selon le linguiste russe Eugène Helimski, dériverait d'un terme des langues finno-sames, keno, signifiant « courbé ». Le terme russe ozero (« lac ») a été par la suite ajouté en suffixe : kenozero signifierait donc « lac tordu ». Cependant, cela ne signifie pas que le toponyme soit d'origine finnoise, mais d'une ancienne langue finno-ougrienne parlée par les habitants du Kenozero et liée aux langues modernes sames, finnoises et baltes.
Les toponymes de la région du Kenozero sont répartis en plusieurs groupes. Il y a tout d'abord les toponymes d'origine russe ou russisés, qui ont souvent comme base un substrat ancien et un affixe russe tel que ozero dans Kenozero ou Notozero, boloto (« marais ») dans Miandovo, routcheï (« ruisseau »), ou encore gora (« montagne ») dans Venegora. Les toponymes les plus nombreux sont ceux d'origine balto-finnoise, qui ont été adaptés à l'usage et la prononciation russe. Dans ce groupe l'on compte les mots finissant en -selga, -tchelga, -chelga, signifiant à l'origine « crête, os » : Gabtchelga ou Enchelga par exemple. Enfin, il y a une couche clairement same, comme le préfixe -tchelm signifiant « détroit » (entre les lacs), que l'on retrouve dans le nom du village disparu de Tchelma, ou nyuhtch- (du sami « cygne »), comme avec Nioukhnotcha, une baie d'un lac. Le toponyme nyura, venant du same « roche sous-marine, écueil » ou « haut-fond sous-marin » se retrouve dans les noms de plusieurs îles et îlots des lacs de la région.

## Géographie

### Localisation et frontières
Le parc national du Kenozero se trouve dans les raïons de Plessetsk et de Kargopol faisant partie de l'oblast d'Arkhangelsk, dans le Nord russe européen. Il se situe dans le coin sud-ouest de l'oblast, et la frontière occidentale du parc longe la frontière avec la république de Carélie. Il couvre une superficie de 140 218 ha (1 402,18 km2),, ce qui en fait le vingt-cinquième plus vaste de Russie. Il comprend le lac Kenozero, et il a la forme d'un polygone allongé dans le sens latitudinal. La distance maximale du nord au sud est de 72 km, tandis qu'elle est de 25 km dans le sens longitudinal,. Il couvre une région naturelle du Nord russe, nommée Kenozerié,. Le parc national se trouve à la limite entre le bouclier scandinave et la plateforme est-européenne, et ainsi sur la ligne de partage des eaux entre les bassins de la mer Blanche et de la mer Baltique. Il se situe une quarantaine de kilomètres au sud-est du parc national de Vodlozero.

### Climat

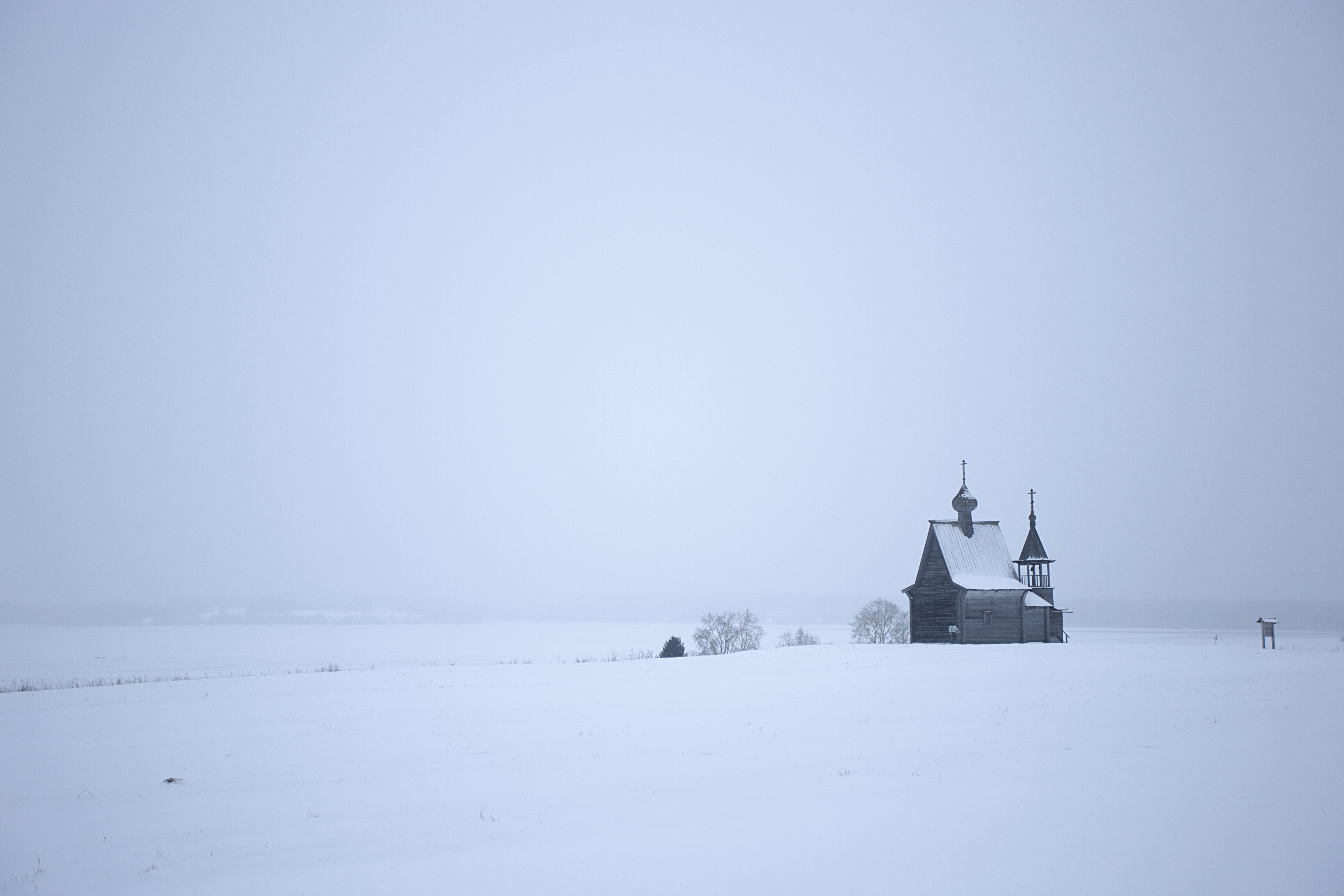
Paysage enneigé à Verchinino en janvier 2018.

Le climat de la région du parc est un climat continental tempéré (Dfc) selon la classification de Köppen, caractérisé par un hiver enneigé et modérément froid, un printemps court et modéré et un été relativement chaud. Il est influencé par l'océan Arctique et par les vents venant de l'est en direction de l'ouest. La température moyenne de l'air en janvier est de −12 °C, en juillet de +16,5 °C. Le minimum absolu est de −47 °C, le maximum absolu est de +34 °C. Les précipitations sont de l'ordre de 500 mm par an. Il y a une couverte neigeuse stable durant 160 jours, avec une hauteur moyenne de 40 cm. La période sans gel est de 105 à 110 jours. La température de surface du lac Kenozero peut aller jusqu'à +27 °C l'été, tandis que la température moyenne annuelle dans les eaux proches du fond est de 6 à 7 °C.
Il n'y a pas de station météorologique sur le territoire du parc, mais deux sont situés dans les environs : Kargopol au sud et Konevo à l'est. D'après les observations réalisées depuis la fin du XIXe siècle, les températures annuelles moyennes les plus basses ont été enregistrées au début des relevés, suivis de températures hautes dans les années 1930 et 1940, avant une période froide dans les années 1960 et 1970. Depuis, les températures ne cessent d'augmenter à cause du réchauffement climatique. À Kargopol, au sud du parc, la température moyenne a augmenté de +1 °C par rapport au début du XXe siècle.
| Mois                              | jan.  | fév.  | mars  | avril | mai  | juin | jui. | août | sep. | oct. | nov. | déc.  | année |
| --------------------------------- | ----- | ----- | ----- | ----- | ---- | ---- | ---- | ---- | ---- | ---- | ---- | ----- | ----- |
| Température minimale moyenne (°C) | −16,3 | −15,8 | −11,1 | −3,2  | 3,1  | 8,6  | 11,4 | 9,5  | 5,1  | −0,3 | −6,6 | −12,6 | −23   |
| Température moyenne (°C)          | −12,3 | −11,6 | −6,3  | 1,3   | 8,5  | 14,2 | 16,9 | 14,3 | 8,5  | 2,2  | −3,9 | −9,2  | 2     |
| Température maximale moyenne (°C) | −8,7  | −7,7  | −1,5  | 6,2   | 14   | 19,6 | 22,3 | 19,5 | 12,8 | 4,9  | −1,5 | −6,2  | 6,2   |
| Ensoleillement (h)                | 26    | 64    | 115   | 180   | 254  | 269  | 283  | 201  | 115  | 52   | 24   | 11    | 1 594 |
| Précipitations (mm)               | 29,6  | 23,6  | 27,2  | 32,1  | 49,6 | 70,5 | 68,9 | 74,8 | 65,1 | 52,4 | 40,7 | 36    | 570,5 |

### Relief et géologie

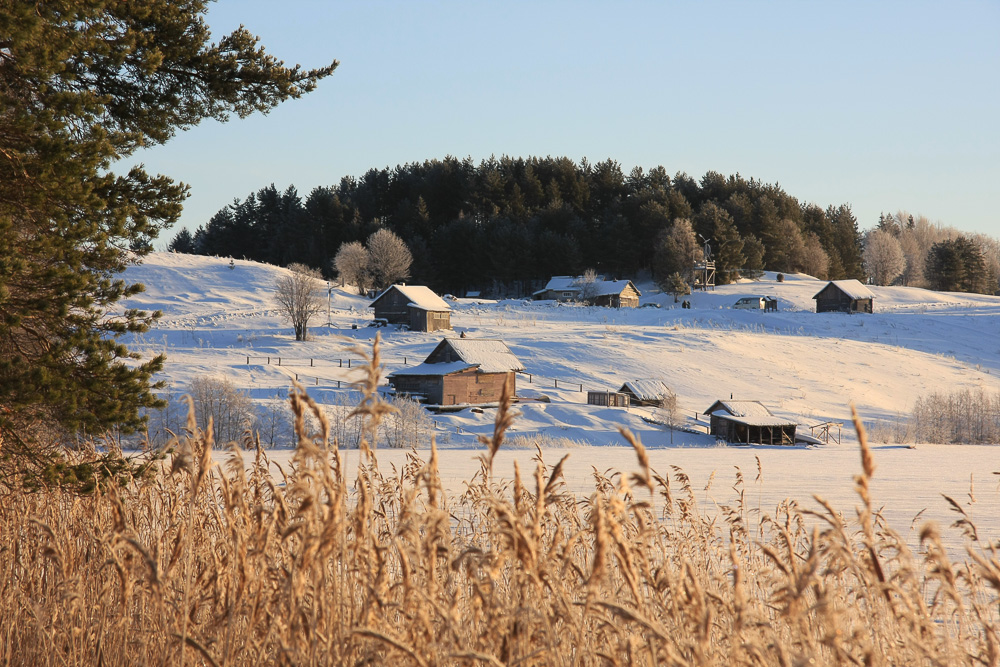
Masselga et son esker en hiver, au bord du lac, gelé, du même nom.

Le territoire du parc présente un relief général de pénéplaine façonnée par les inlandsis lors des dernières glaciations. Ceux-ci ont aplani le terrain et laissé des formations géologiques typiques telles que des eskers, des crêtes allongées à forte pente, ainsi que des kames, des collines irrégulières composées de sables et de graviers. Au nord du Liokchmozero, se trouve l'un des eskers les plus importants, celui de Masselga (littéralement « montagne de la Terre » ou « bassin versant » en finno-ougrien) sur lequel est bâti le village et au bord du lac éponymes,.
Outre les eskers, le relief est, même si relativement faible, présent au niveau de la ligne de partage des eaux séparant les bassins s'écoulant vers la mer Baltique et la mer Blanche, dont fait partie l'esker de Masselga. Sur cette ligne de partage se trouvent d'autres formations d'origine glaciaire : des collines, des moraines et des champs de blocs. Ces formations géologiques définissent le contour des nombreux lacs, notamment les baies, et permettent de faire émerger des îles.
Le système des lacs du Kenozero occupe un grand bassin entouré de collines : à l'ouest les collines Andomskaïa, à l'est et au sud-est la crête morainique Kenozerskaïa (« du Kenozero ») le délimitant en partie du Liokchmozero. Beaucoup de lacs communiquent directement (comme le Svinoïe) et présentent des caps et des îles aux pentes abruptes. Les rives du Kenozero sont élevées, jusqu'à 80 voire 100 mètres d'altitude par rapport au niveau du lac dans certaines zones.

### Hydrographie
Le parc est partagé entre le bassin versant de la mer Blanche et celui de la Baltique, se situant ainsi sur la ligne de partage des eaux. Le bassin de la mer Blanche occupe 90 % de la superficie du parc, le dixième restant étant pour celui de la mer Baltique. La densité du réseau hydrographique est plutôt faible, d'environ 0,30 à 0,38 km2. Le territoire du parc compte 67 ruisseaux et rivières, et la longueur totale de ces cours d'eau est de 532 km. La plupart des rivières font partie du système des lacs du Kenozero, avec 8 ruisseaux et rivières se jetant dans le lac Svinoïe, 8 dans le lac Dolgoïe et 26 autres directement dans le Kenozero.
Il y a 251 lacs sur le parc national. En incluant les cours d'eau, la superficie totale des plans d'eau est de 20 300 hectares, soit 14,4 % (un septième) du territoire du parc. Les deux plus grands lacs du parc sont les lacs Kenozero et Liokchmozero. Le Kenozero est le plus grand, long de 24 km, avec une largeur maximale de 5,5 km. Surtout, il a un littoral long de 350 km, avec de nombreuses baies longues, étroites et sinueuses, appelées localement lakhty. Les plus grandes baies sont la Perchlakhta dans le nord-est du lac et la Glouchtchevaïa Lakhta au nord. Sa superficie est de 68,8 km2, et en y incluant les îles, elle est de 99,4 km2. Le lac compte 70 îles, dont les deux plus grandes sont Medjvejy (250 hectares) et Mamonov (90 hectares). Le lac Liokchmozero est le second plus grand, d'une forme ovale avec une superficie de 54,4 km2 et sans aucune île. Il est d'origine glaciaire, peu profond dans l'ensemble, sauf dans la partie centrale avec un sillon allant jusqu'à 30 m de profondeur.
Deux principaux systèmes lacustres se trouvent ainsi sur le territoire : le système du Kenozero et celui du Liokchmozero. Le système des lacs du Kenozero, qui est un groupe compact, se situe dans le nord du parc. Il est composé du Kenozero, du Svinoïe et du Dolgoïe, qui sont reliés par des détroits. Ensuite, il y a[Où ?] le lac Liokchmozero et la vingtaine de ses lacs satellites : le Sviargozero et le Vilno entre autres. Les lacs satellites du Liokchmozero sont situés au nord et au nord-ouest du Liokchmozero. Le système du Liokchmozero est drainé par la rivière Liokchma, et le système du Kenozero par la Kena. Ces deux rivières, Liokchma et Kena, font partie du bassin versant des affluents gauches du fleuve Onega, qui se jette dans la baie d'Onega, sur la mer Blanche. Néanmoins, les systèmes des lacs Masselga (344 hectares) et Naglimozero, situés dans la région du Liokchmozero, font partie du bassin de la mer Baltique. La limite entre les deux bassins est un esker dans la région du Liokchmozero passant entre les lacs Masselga et Vilno.

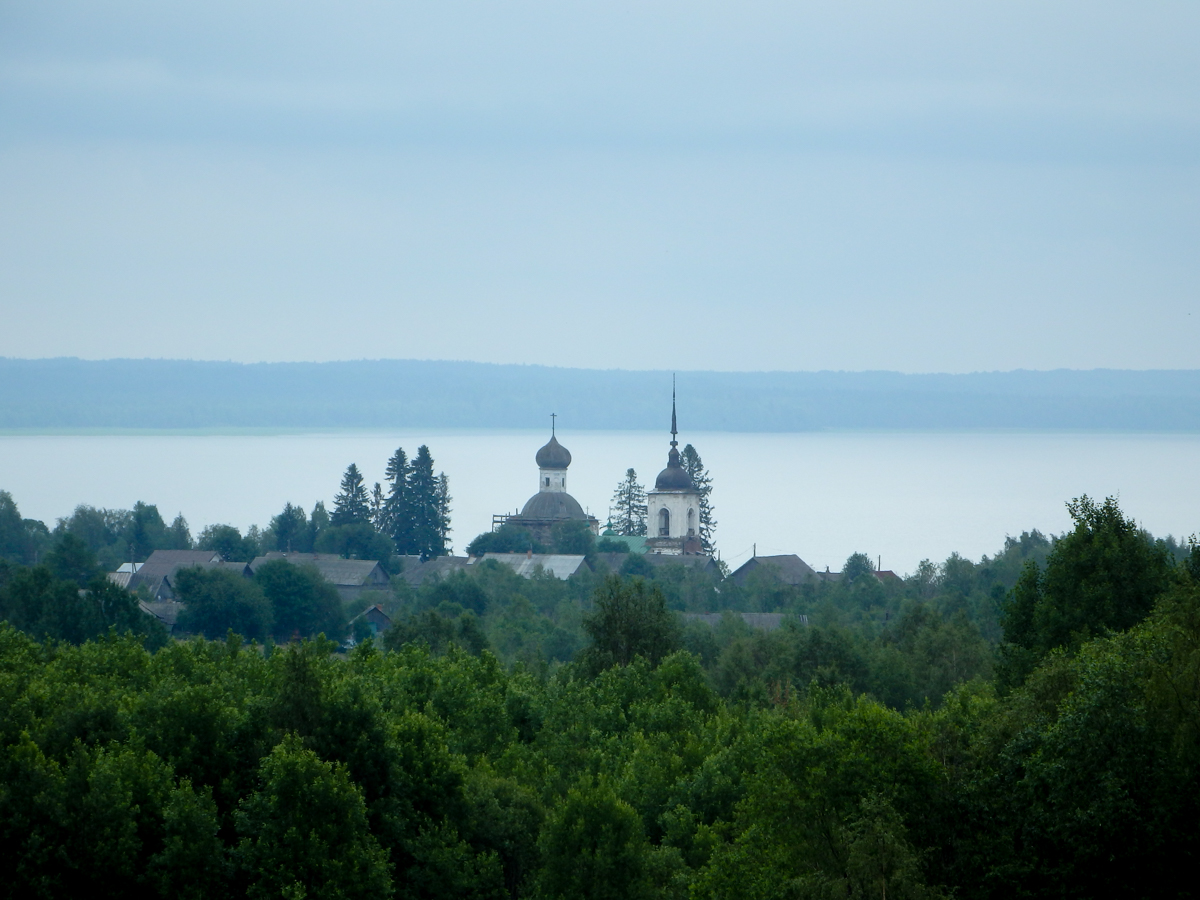
Lac Liokchmozero à Morchtchikhinskaïa.
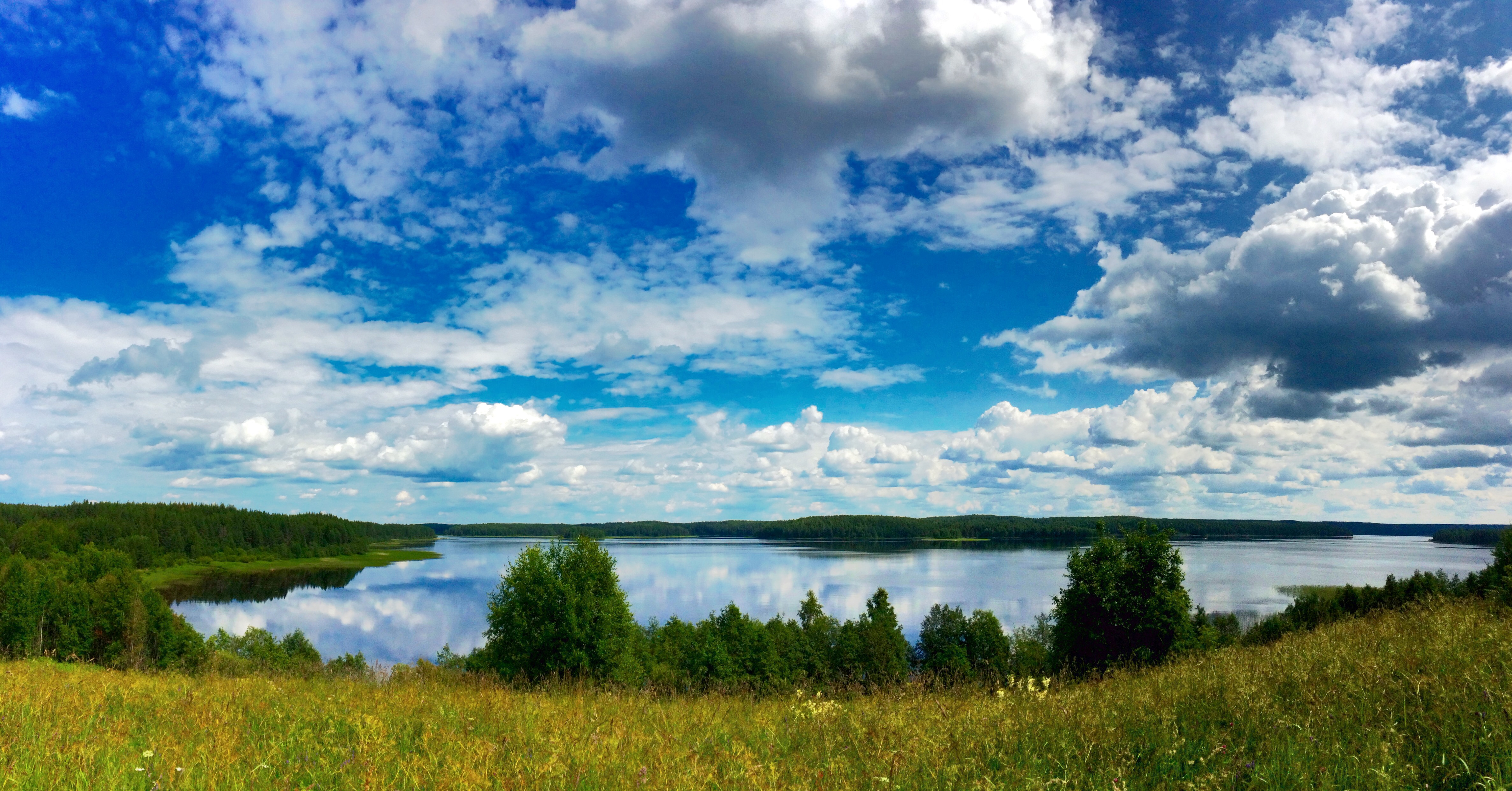
Un rive sud-est du lac Kenozero.
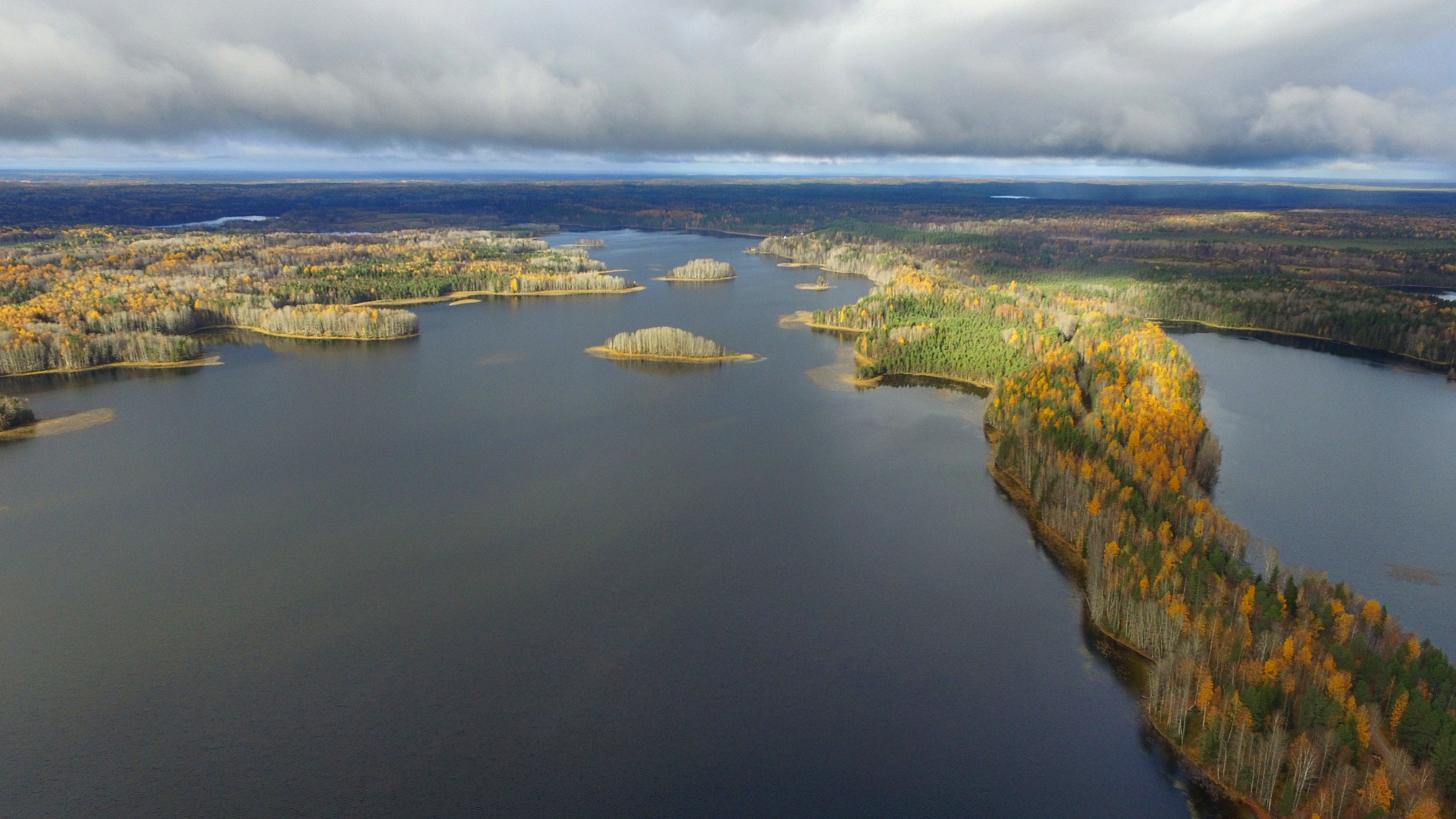
Vue aérienne d'une partie du lac Masselga.

## Milieux naturels

### Flore

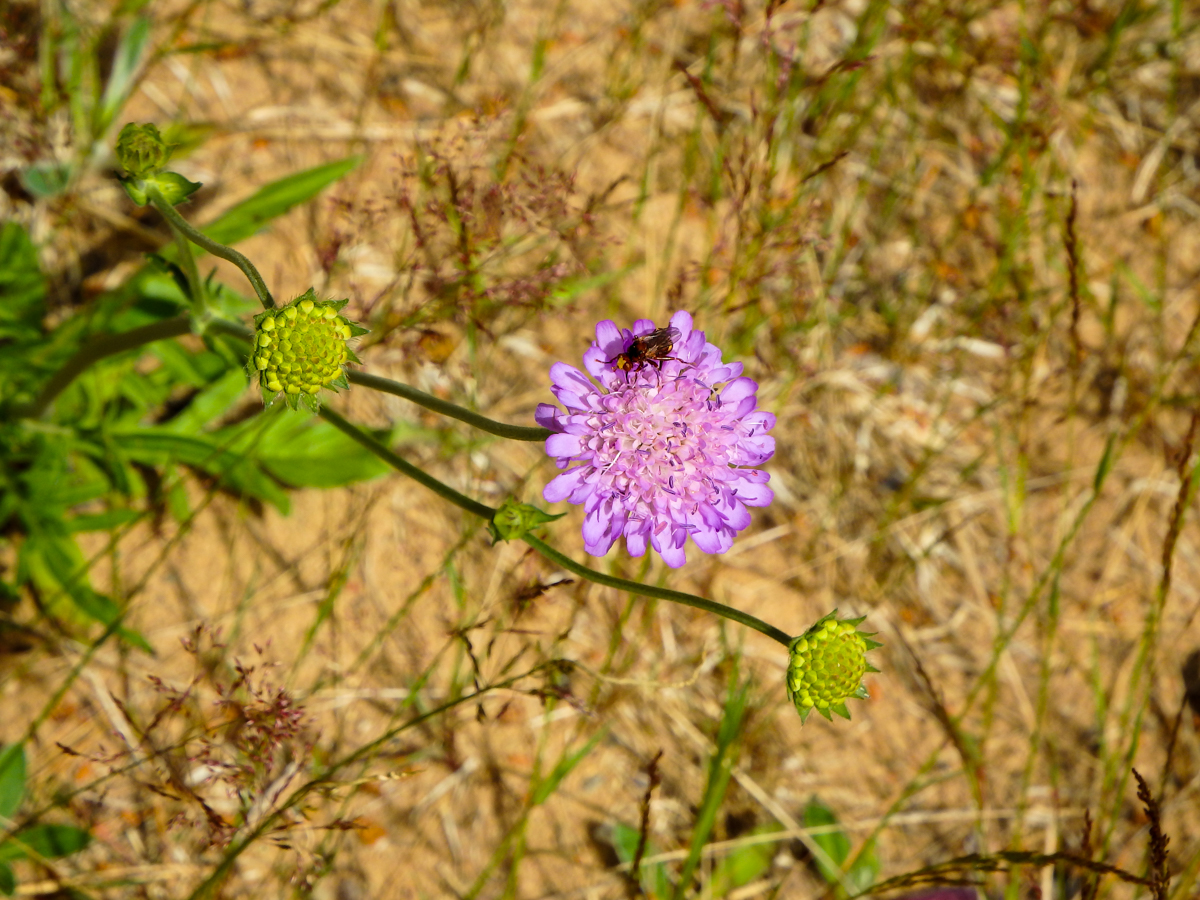
Une espèce de caprifoliacée.

La riche flore du parc abrite 639 espèces de plantes vasculaires, 494 espèces de champignons, 216 espèces de lichens, 189 espèces de bryophytes ainsi que 8 espèces d'algues d'eau douce. L'écosystème appartient à la taïga scandinave et russe de type mixte.

#### Forêts

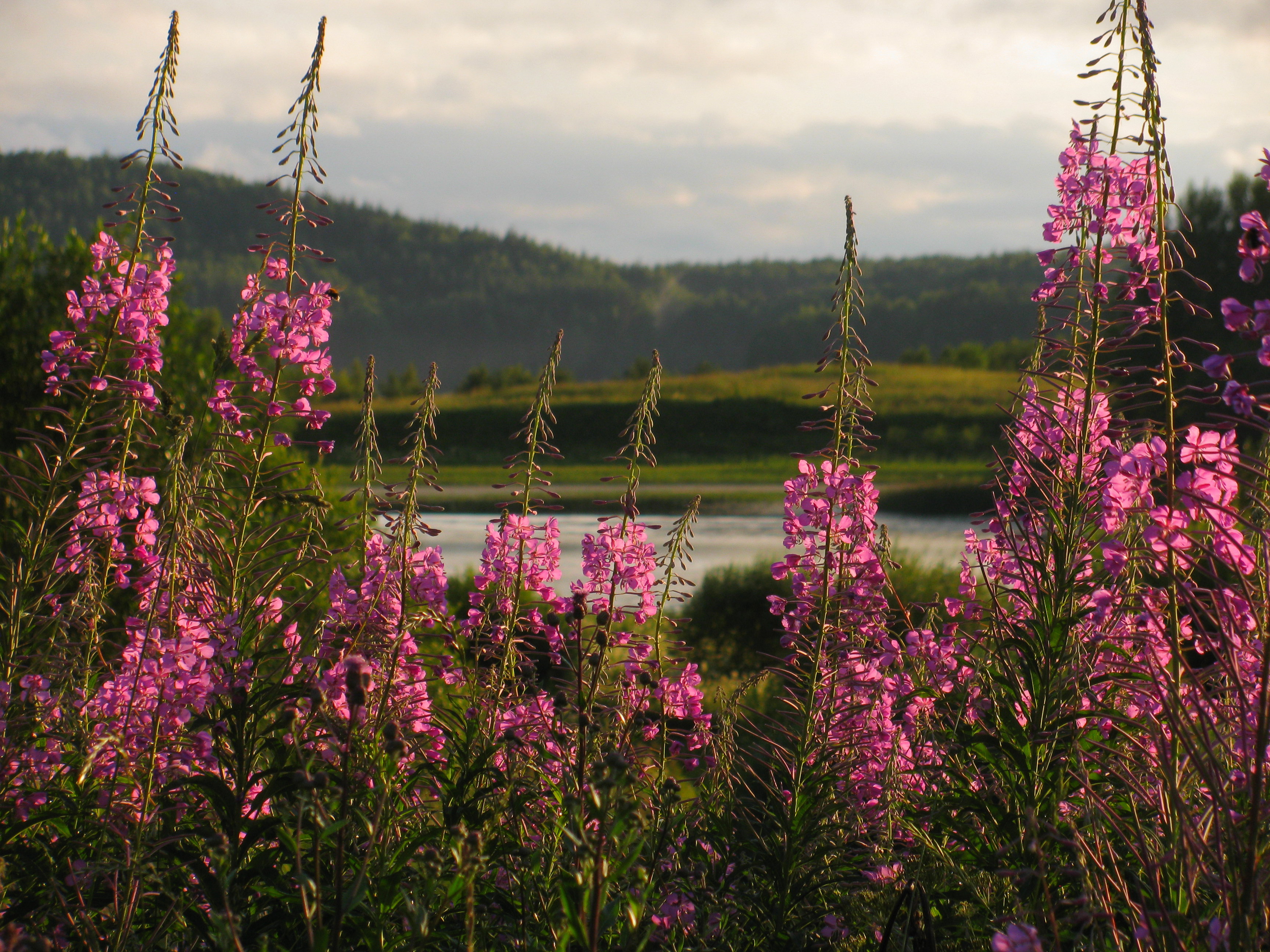
Des chamerions.

Les forêts denses du parc, qui couvrent les trois-quarts du territoire (76,9 %) sont, malgré leur apparence, très jeunes. Elles ne se sont constituées que depuis une centaine d'années, après l'arrêt de l'agriculture sur brûlis. De plus, de graves incendies il y a 90, 140 et 170 ans ont presque détruit entièrement les forêts du territoire. Ainsi, la moitié de tous les peuplements forestiers ont entre 70 et 90 ans, et les forêts primaires du parc n'occupent que 5 000 hectares, principalement sur des îles isolées et dans les endroits les plus difficiles d'accès de la région. Les principales essences sont le pin sylvestre (Pinus sylvestris) à hauteur de 44 %, l'épicéa (Picea) à hauteur de 25 % ainsi que le bouleau (Betula) et le tremble (Populus tremula) à 28 %.
Les pessières sont caractéristiques du nord-ouest de la Russie européenne, mais bien que couvrant de grands espaces, elles sont souvent fragmentées et concentrées dans les parties les plus inaccessibles du parc. Les forêts de pins sont les plus répandues du parc, des espaces isolés aux zones marécageuses. Les boulaies sont assez répandues, et sont presque toutes d'origine humaine après la fin des brûlis. Ces forêts sont temporaires car, progressivement, les épicéas les remplacent au bout d'une ou deux générations. Les forêts de bouleaux sont quant à elles dans des zones limitées et riches en eau, comme au bord des étendues d'eau et dans les ravins. Ces forêts sont elles aussi remplacées à terme par des épicéas. Les mélézins, principalement composés de mélèzes de Sibérie (Larix sibirica), sont bien plus limités dans quelques secteurs comme autour du pogost du Potchozero et vers le Naglimozero. Enfin, les aulnaies sont assez petites, se limitant le plus souvent au pourtour des hameaux et aux berges des rivières et des lacs.

#### Marécages et flore aquatique

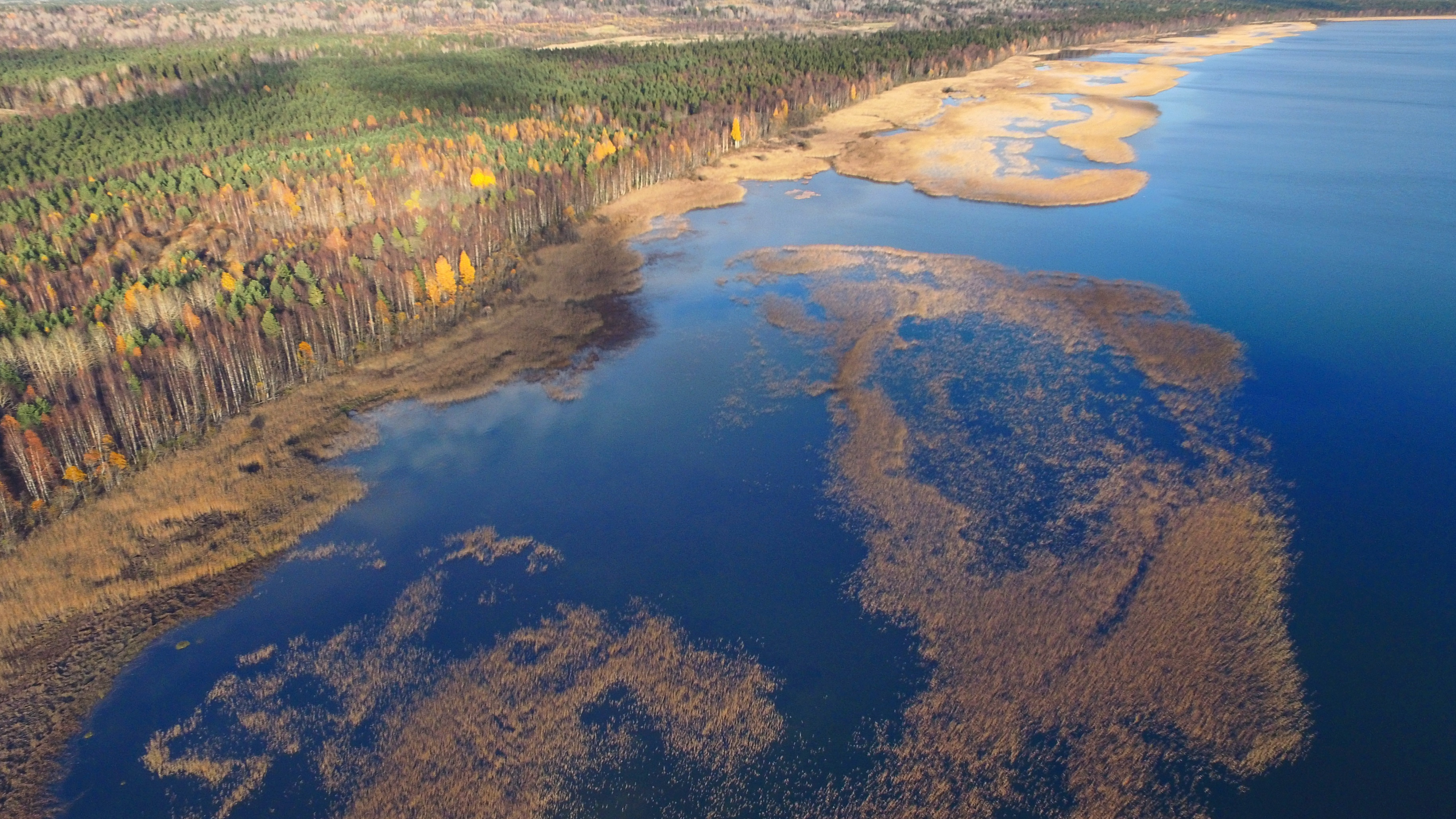
Rive du Liokchmozero, avec les bas-fonds recouverts de plantes aquatiques.

Les marécages et autres zones humides du parc représentent 33 000 hectares du parc, et sont récents, formés à partir du retrait des glaciers il y a environ 9 000 ans dans la région. Les marécages sont pour la plupart d'anciens lacs peu profonds, qui ont été complètement envahis par la végétation, comme des rhizomes. Ces espaces abritent des tourbières riches en carex, plantes herbacées des marais et plantes aquatiques. Certains espaces sont oligotrophes, où les sphaignes (Sphagnum) sont parmi les seules espèces à survivre dans des milieux très pauvres en nutriments. Néanmoins dans ces espaces pauvres poussent le bouleau nain (Betula nana), le carex des marais (Carex acutiformis), le droséra à feuilles rondes (Drosera rotundifolia) et la stellaire des marais (Stellaria palustris) entre autres. Sinon dans la plupart des zones marécageuses poussent le lédon des marais (Rhododendron tomentosum), le myrte des marais (Myrtus brabanticus) et une kyrielle d'espèces de bruyères. Les baies typiques de la région poussent dans ces zones : chicouté (Rubus chamaemorus), airelle rouge (Vaccinium vitis-idaea subsp. vitis-idae) et canneberge (Oxycoccusi). Les zones humides mésotrophes permettent les plantations de bouleaux, épicéas, pins et mélèzes de Sibérie.
La flore aquatique dépend de chaque étendue d'eau, bien que certaines espèces se retrouvent dans la plupart des plans d'eau comme le nénuphar et la lobélie de Dortmann (Lobelia dortmanna). Souvent, ces espaces sont entourés sur les berges de carex, salicaires (Lythrum salicaria) et potentilles des marais (Comarum palustre). Le nénuphar jaune (Nuphar lutea), la renouée amphibie (Persicaria amphibia) et le rubanier (Sparganium) poussent dans les zones peu profondes, tandis que d'autres sont entièrement submergées comme les charales (Charophyceae), l'élodée du Canada (Elodea canadensis) et le myriophylle à feuilles alternes (Myriophyllum alterniflorum).

### Faune

#### Vertébrés
Parmi les mammifères, représentés par 54 espèces, on peut citer les grands carnivores que sont le glouton (Gluto gluto), le loup gris (Lupus lupus), le lynx boréal (Lynx lynx), le renard roux (Vulpes vulpes) et l'ours brun (Ursus arctos). D'autres grands herbivores sont présents tel que l'élan (Alces alces) et le renne (Rangifer tarandus). Le parc abrite comme rongeurs le castor d'Europe (Castor fiber), l'écureuil roux (Sciurus vulgaris), le grand campagnol (Arvicola terrestris), le rat brun (Rattus norvegicus), la taupe d'Europe (Talpa europaea) et le tamia de Sibérie (Tamias sibiricus). Le parc dénombre quelques espèces de chauve-souris avec le murin de Brandt (Myotis brandtii), le murin à moustaches (Myotis mystacinus), la noctule commune (Nyctalus noctula) et l'oreillard roux (Plecotus auritus). D'autres mammifères du parc incluent le blaireau européen (Meles meles), la martre des pins (Martes martes), la musaraigne d'eau (Neomysfodiens), le putois (Mustela putorius) et le sanglier d'Eurasie (Sus scrofa).

Les lacs eux-mêmes contiennent une grande diversité d'espèces de poissons avec 29 espèces recensées: brème bleue (Abramis ballerus), brème bordelière (Blicca bjorcna), chabot commun (Cottus gobio), corégone lavaret (Coregonus lavaretus), éperlan d'Europe (Osmerus eperlanus), goujon (Gobio gobio), grand brochet (Esox lucius), inconnu (Stenodus leucichthys), perche commune (Perca fluviatilis), rotengle (Scardinius erythrophthalmus), et vairon (Phoxinus phoxinus) entre autres.

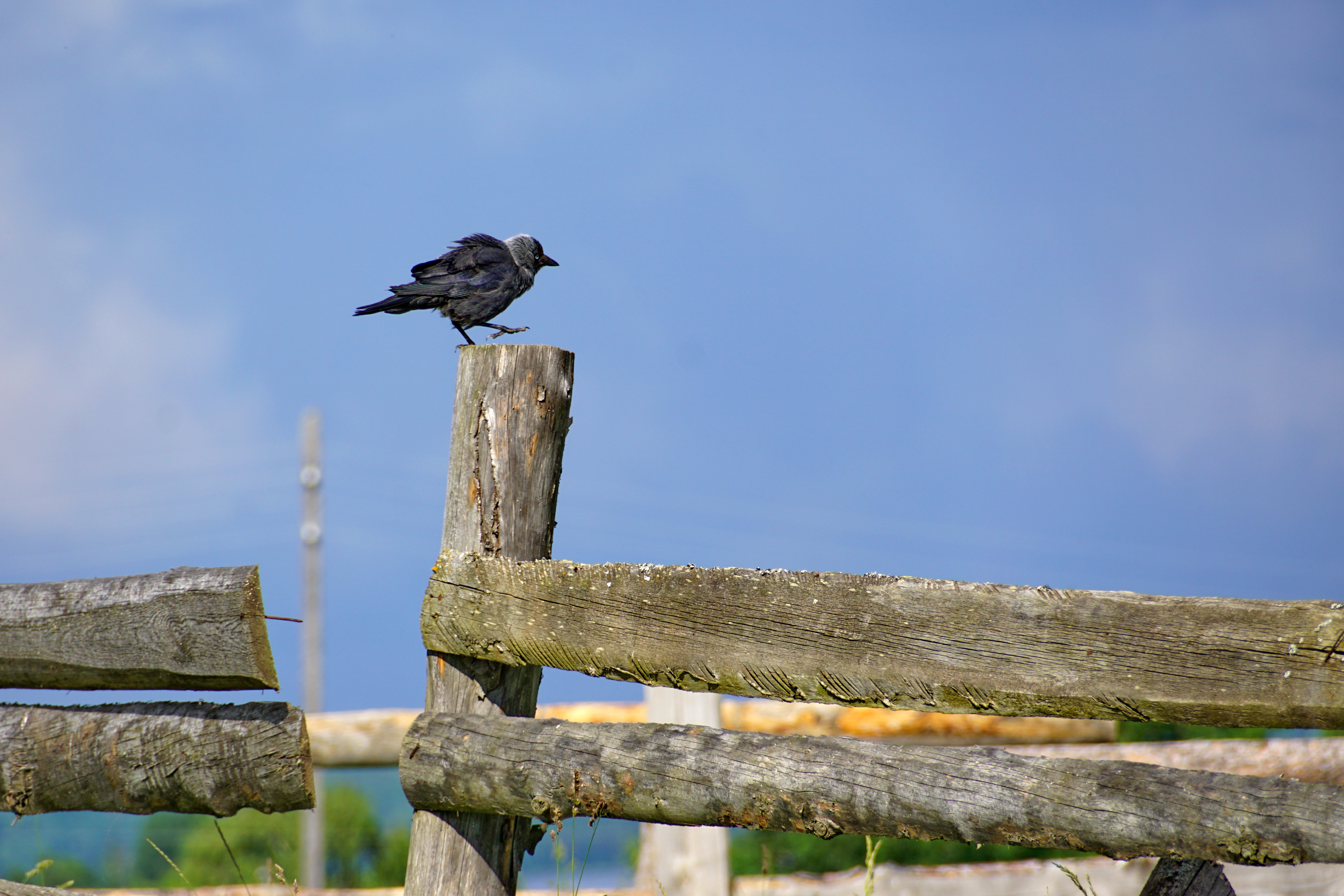
Un choucas des tours.

L'avifaune est riche, avec 263 espèces dans toute l'aire protégée. Certaines espèces sont caractéristiques des régions du Nord, telles que le lagopède des saules (Lagopus lagopus), le harfang des neiges (Bubo scandiacus), la mésange boréale (Poecile montanus) et le pouillot boréal (Phylloscopus borealis). Parmi les grands oiseaux peuvent être observés l'autour des palombes (Accipiter gentilis), la bernache du Canada (Branta canadensis), le cygne chanteur (Cygnus cygnus), la grande Aigrette (Ardea alba) et le grand Cormoran (Phalacrocorax carbo). Parmi les petits oiseaux des forêts se recensent le bruant nain (Emberiza pusilla), l'engoulevent d'Europe (Caprimulgus europaeus), le faucon émerillon (Falco columbarius) et le rouge-gorge familier (Erithacus rubecula). Autour des plans d'eau et des zones humides vivent le butor étoilé (Botaurus stellaris), le garrot à œil d'or (Bucephala clangula), la grèbe castagneux (Tachybaptus ruficollis), le martin pêcheur (Alcedinidae), le plongeon catmarin (Gavia stellata) et le râle d'eau (Rallus aquaticus) entre autres.
Enfin, le parc national est l'habitat de cinq espèces d'amphibiens, quatre espèces de reptiles et deux espèces de lamproies. En effet, le lissotriton vulgaris (Triturus vulgaris), le crapaud commun (Bufo bufo), la grenouille rousse (Rana temporaria) ainsi que le lézard vivipare (Lacerta vivipara) et la vipère péliade (Vipera berus) vivent sur le territoire.

#### Invertébrés
Avec 455 espèces, les invertébrés représentent la plus grande proportion de la faune de la réserve. Les insectes à eux seuls sont représentés par 264 espèces réparties en neuf ordres. Le parc abrite des éphéméroptères comme l'agrion hasté (Coenagrion hastulatum), le caloptéryx vierge (Calopteryx virgo) et le sympétrum jaune d'or (Sympetrum flaveolum). Parmi les hémiptères se retrouvent des gendarmes (Pyrrhocoris apterus) et des Stenodema calcarata, tandis que l'on trouve chez les apidés le bourdou cousin (Bombus consobrinus), la fourmi jaune (Lasius flavus) et des Tenthredopsis. Les coléoptères comptent le Nicrophorus vespilloides, la trichie fasciée (Trichius fasciatus) et la coccinelle des roseaux (Anisosticta novemdecimpunctata) entre autres. Le parc recense des mégaloptères, des trichtoptères ainsi que des lépidoptères. Parmi ces derniers se trouvent le sphinx du pin (Hyloicus pinastri), la découpure (Scoliopteryx libatrix), le machaon (Papilio machaon), le gazé (Aporia crataegi), le cuivré commun (Lycaena phlaeas), le nacré porphyrin (Boloria titania), le Robert-le-diable (Polygonia c-album) et le moiré blanc-fascié (Erebia ligea). Le parc possède des diptères comme le taon d'automne (Tabanus autumnalis), un blattoptère et un mécoptère.
Outre les insectes, les invertébrés sont représentés par 78 espèces d'arachnides, 58 espèces de crustacés, 37 espèces de mollusques, treize espèces de rotifères, deux espèces de collemboles, une espèce d'annélides, une espèce de cnidaires et une espèce d'éponge (Ephydatia fluviatilis). En bref, chez les arachnides se trouvent la tique de la taïga (Ixodes persulcatus), la pirate commune (Pirata piraticus) et la trochose terrassière (Trochosa terricola) entre autres, et chez les collemboles l'orchesella.

## Histoire

### Populations préhistoriques

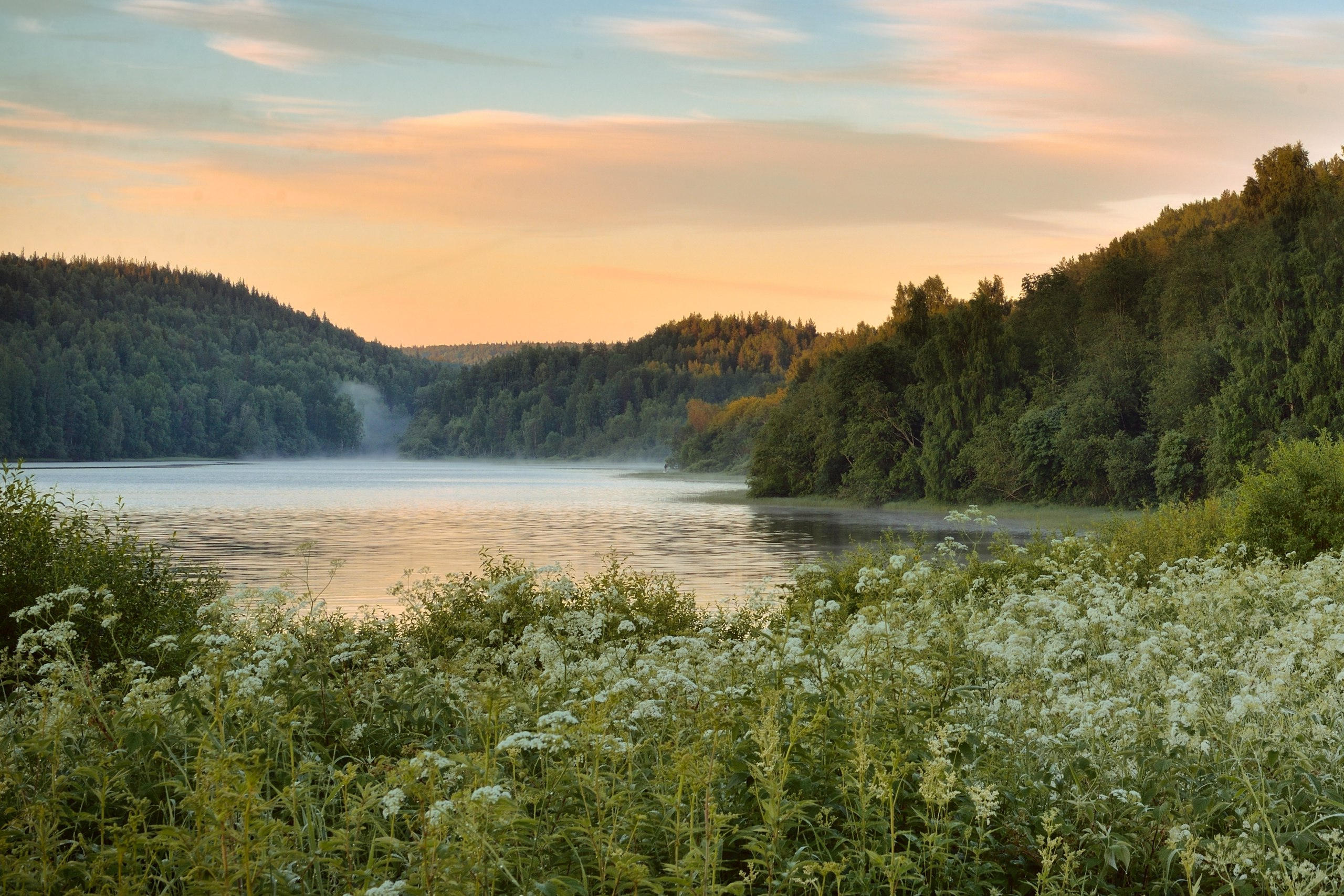
Une petite crique du Kenozero à Vidiaguino.

Les premiers humains dans la région du Kenozero arrivent probablement juste après le retrait des glaciers à la fin de la dernière glaciation, entre le Xe et le Ve millénaire av. J.-C.. À ce moment-là, la végétation forestière prédomine aux alentours des lacs et îles qui venaient d'être formés avec le retrait des glaciers. Les caractéristiques naturelles, comme certaines collines et îles lacustres, ont déterminé les endroits d'implantation des tribus de l'époque néolithique, entre le IIIe et le milieu du Ier millénaire av. J.-C.. De cette époque ont été identifiés récemment six anciens sites de peuplement, partiellement étudiés à l'heure actuelle : le site de Porovnikovo sur la rive droite de la rivière Kena ; le site de l'île Porom à l'embouchure de la Porma dans le Kenozero ; le site de Trikhnova Gora à côté du village éponyme ; le site de Verchinino au village éponyme, le site du ruisseau de Filippovskaïa et un site au bord du lac Svinoïe,.
D'après les recherches archéologiques, la culture de Lialovo (des proto-sames) venant du bassin Volga-Oka a été la première à pénétrer les terres du Nord russe vers le IIIe millénaire av. J.-C., mais vers la fin du IIIe ou début du IIe millénaire av. J.-C., les tribus du bassin Volga-Oka ont été repoussées vers le nord par des tribus pastorales venues de la région du Dniepr. En migrant, les tribus du bassin Volga-Oka se sont établies vers les lacs du Nord russe, où elles ont formé la culture de Kargopol entre autres vers le IIe millénaire av. J.-C. et Ier millénaire av. J.-C.. La culture de Kargopol s'est établie dans un premier temps sur une zone allant du lac Voje à celui de Latcha, avant de progresser vers le nord, où elle a atteint le Kenozero. Certains sites furent choisis car ils possédaient un repère ou car ils étaient propices au peuplement, notamment la côte sud du Kenozero. Les tribus de la culture de Kargopol dépendaient de la chasse et de la pêche pour se nourrir, et des nombreuses rivières afin de se déplacer, ce qui explique pourquoi les sites étaient tous installés sur une rive. Au début du IIe millénaire av. J.-C., la culture de Kargopol a commencé à utiliser des habitations de longue durée avec des fondations,.
Aux VIe – VIIIe siècles, les proto-sames qui habitent ces terres sont repoussés par des tribus finno-ougriennes. Ces finno-ougriens nouvellement arrivés ne construisent pas de grands villages et vivent de la chasse et de la pêche dans les lacs. Ils laissent cependant une considérable marque toponymique sur le territoire,.

### Les premiers Russes et la colonisation

#### Novgorod et la Moscovie
La situation change à partir des XIe – XIIIe siècles, les tribus jusque-là présentes étant désormais sous la croissante influence slave. Le Kenozerié voit l'arrivée de Russes qui deviennent les Pomors. Les Pomors, venus de Novgorod et de sa puissante république, progressent en suivant les rivières et lacs pour atteindre le nord et la mer Blanche. Les Novgorodiens sont en concurrence avec quelques immigrants venus de Rostov et de la Rus' de Souzdal. Les peuples finno-ougriens sont désormais confrontés aux Russes, et sur le territoire de Kenozerié, ils adoptent la langue russe, la culture et les modes de vie, y compris la religion orthodoxe, entre le XIe et le XIIe siècles. Les rares récalcitrants se retirent à l'intérieur des terres,,.
En 1478, la république de Novgorod est annexée par la Moscovie. La prédominance des villes de Kargopol et d'Onega augmente à cette époque. Puis au XVIe siècle, la route vers Arkhangelsk et la mer Blanche se développe en utilisant le cours de la Dvina. Dès lors, la région du Kenozerié est délaissée, contournée, rendant ainsi le territoire économiquement livré à lui-même,,.

#### Développement par les Pomors et implantations monastiques
Le XIVe siècle est l'époque du développement actif par les Pomors colonisateurs du Nord de la Russie, y compris le Kenozerié. C'est à cette époque que se développent les chemins et sentiers à travers les forêts, dont le Kensky drag, chemin menant du lac Voldozero au Kenozero. Ce chemin est décrit pour la première fois dans un livre de scribe au XVe siècle, mais il apparaît bien avant cette mention. De plus, dès le XIVe siècle ou XVe siècle apparaît la « nouvelle route », qui emprunte la rivière Vytegra vers le lac Latcha, le Kenozerié et au-delà. La plupart des Russes empruntant ces routes arrivent par Belozersk, ou du moins prennent cette ville comme étape vers le nord. Durant ces siècles, les Russes pratiquent la pêche, dont ils vont revendre le produit dans les villes au sud comme Belozersk. Ces interactions régulières entre sud et nord permettent à l'épidémie de peste de la fin du XVe siècle d'atteindre le Kenozerié.
En même temps que la création des villages apparaissent des communautés monastiques. La première est le monastère de Kirill Tchelmogorski, fondé en 1316 à l'embouchure de la rivière Tchelma dans le Liokchomozero par le moine Kirill Tchelmogorski,. Dans la partie nord de la région, le monastère de la Kena (d'après la rivière éponyme) fut fondé en 1508 par le moine Pacôme de la Kena, et sur le lac Naglimozero, un monastère est fondé au XVIIIe siècle.

#### Les villages du Kenozero

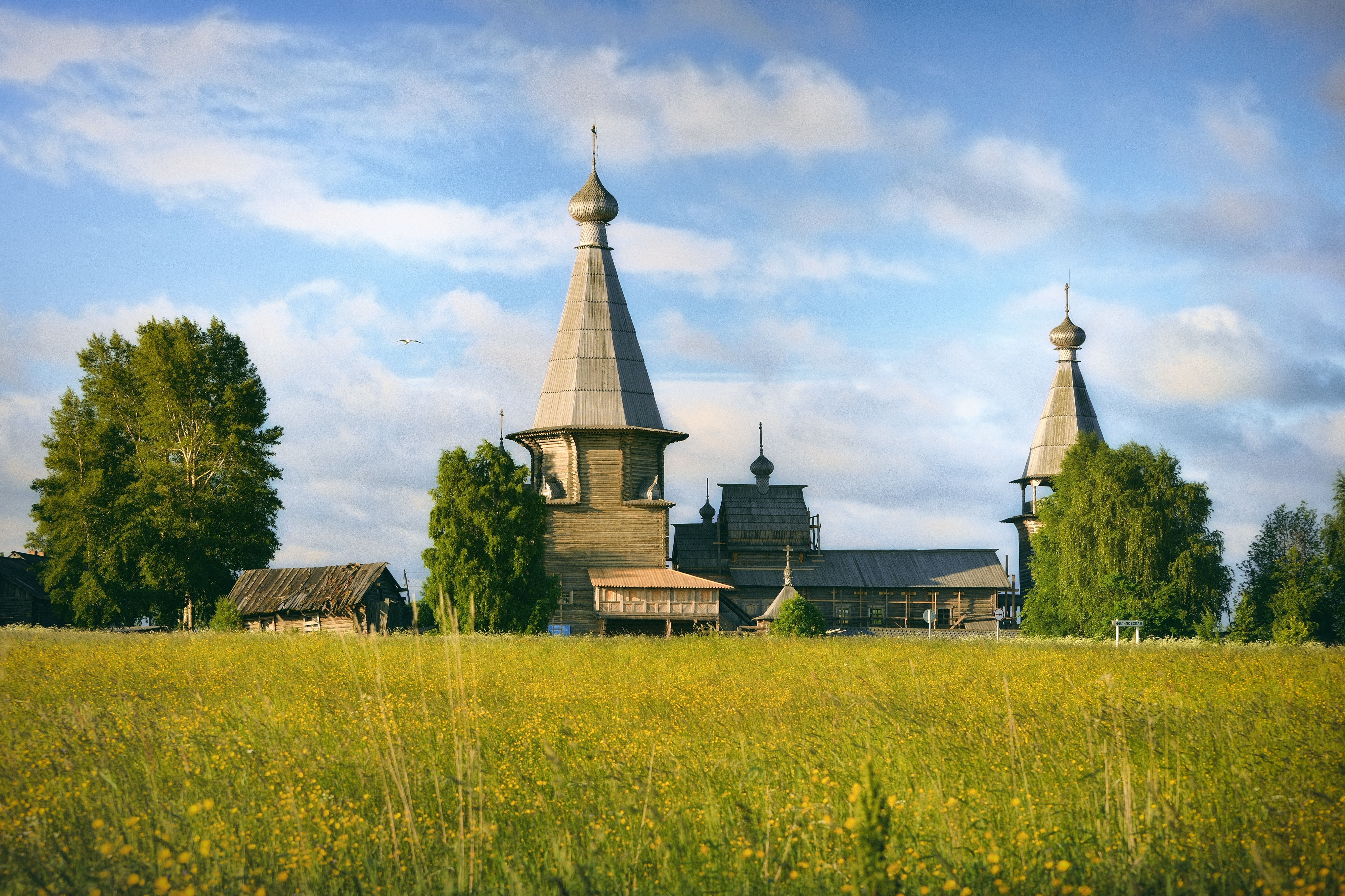
Vue du pogost du Potchozero en plein été.

Au centre de chaque village, qui était souvent constitué par une cour, se trouvaient les habitations en bois (isba). Ce sont des isbas typiques du Nord russe ; elles possèdent des sous-sols permettant d'entreposer. À proximité des isbas se trouvaient une grange, un grenier et souvent une étable. Les terres agricoles étaient réparties par tirage au sort entre les ménages du village. Certains champs qui étaient proches des cours d'eau étaient laissés à l'abandon afin de laisser le bétail paître. Au XVIe siècle, des terres agricoles sont créées par la coupe à blanc. Elles sont mentionnées dans les documents d'époque par le terme de « forêt arable ». Les champs étaient petits, et parfois loin dans la forêt, constituant des clairières. La pêche était une activité centrale. Mais seuls certains habitants de chaque village pouvaient pêcher en s'acquittant d'une taxe plus ou moins importante. Les poissons étaient capturés puis séchés soit sur le rivage soit dans des caves souterraines. Les Pomors pratiquaient aussi la chasse.
Au milieu du XVIe siècle, la région a certainement connu une migration de la population depuis la zone du Liokchmozero vers le Kenozero, bien que les sources ne soient pas détaillées sur le sujet. Certains territoires du Liokchmozero sont décrits comme des zones avec plus de villages vides ou à moitié vides. Mais cela ne veut pas dire que la zone du Liokchmozero s'est vidée ; il se peut que les habitants se soient établis plus près des communautés monastiques, et n'ont donc pas été classifiés comme des villages.

### Empire russe
À l'époque de l'Empire russe la foresterie est l'activité économique qui apporte le plus de revenus pour la population rurale de la région. Les arbres abattus sont ensuite transportés par voie fluviale vers l'Onega ou le Vodlozero. Pour passer d'un bassin versant à un autre, le portage est utilisé. Entre le XVIIIe siècle et le début du XXe siècle, la population demeure toujours agricole, bien qu'elle soit influencée progressivement par les grandes villes du Nord-Ouest (Poudoj, Olonets, Kargopol, Saint-Pétersbourg). Mais grâce à l'isolement de la région, la culture et l'artisanat local restent florissants,.
À la fin du XVIIIe siècle et au XIXe siècle, chaque village se dote de sa propre chapelle ou église, alors qu'auparavant, cela était un privilège réservé à certaines localités, comme la chapelle Saint-Jean-l'Évangéliste de Zekhnova. En parallèle, les granges, qui étaient avant à l'extérieur des villages, sont absorbées par les villages qui grandissent peu à peu. Les villages deviennent de plus en plus des groupes de villages. Des chemins sont tracés, et des ponts flottants en bois sont installés sur certaines rivières pour faciliter les déplacements. Certains villages gagnent à cette époque de la population tandis que d'autres se dépeuplent. La région attire à la même époque les premiers ethnographes russes, qui y trouvent une culture originale préservée.

### Création du parc et restaurations

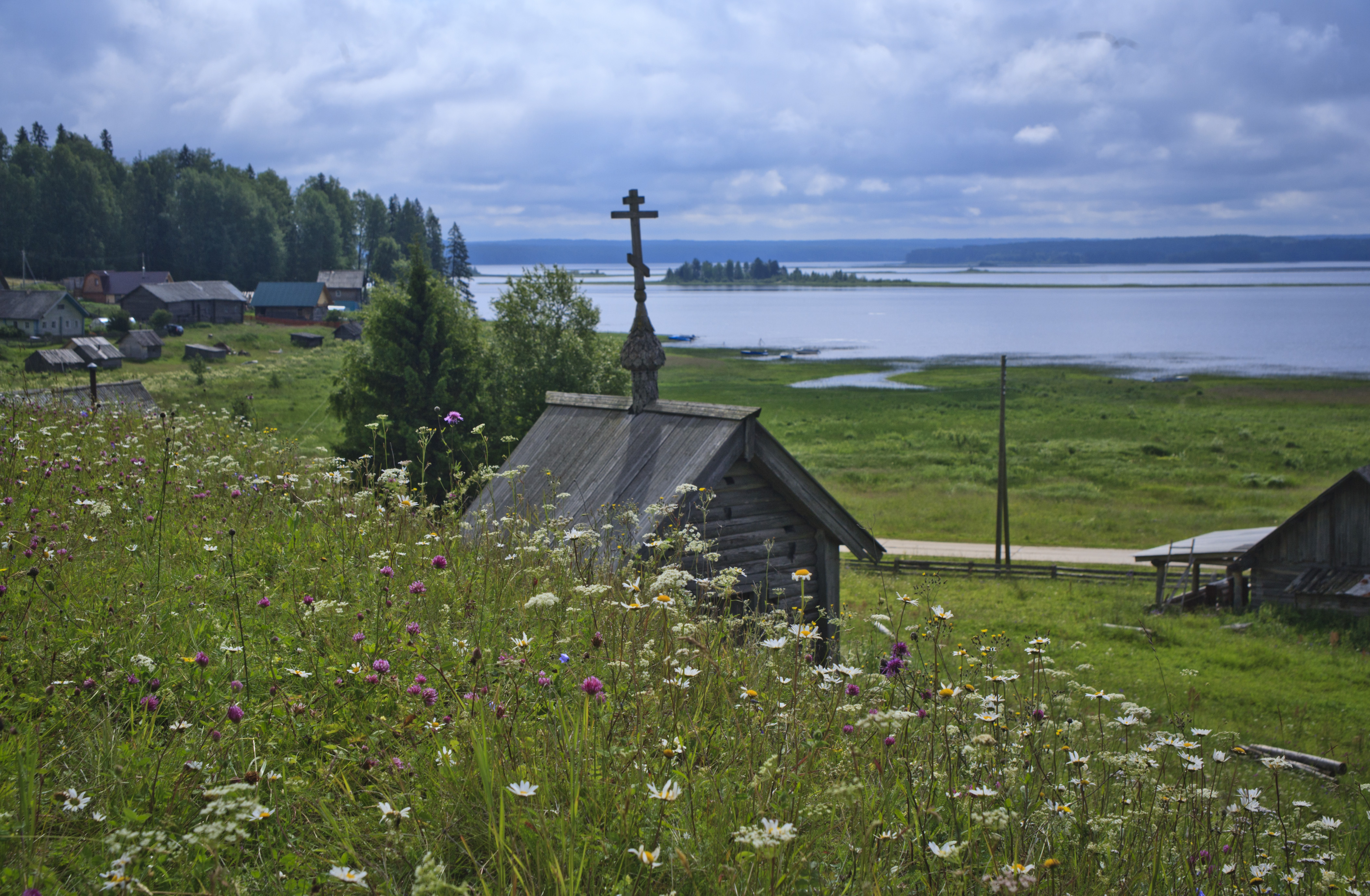
Le village de Chichkina au bord du Kenozero.

#### Période soviétique
La protection de la région a tout d'abord été le fait des ethnographes et historiens soviétiques qui ont fait des expéditions dans la région dès les années 1960. À cette époque, les autorités commencent à choisir les villages prometteurs, pouvant être développés, et les villages peu prometteurs, voués à l'abandon. Au début des années 1970, cependant, les autorités décident que la protection de culture du Nord russe dans la région d'Arkhangelsk peut se limiter au seul musée de Malié Korely près d'Arkhangesk. Les autorités ne se préoccupent que peu de la richesse culturelle de la région. La volonté de créer le parc s'est concrétisée le 27 décembre 1990, quand le comité exécutif régional de l'oblast d'Arkhangelsk crée une direction pour le futur parc. En début d'année suivante, le gouvernement de la RSFSR commence les travaux d'arpentage du territoire pour la création du parc,.

#### Russie contemporaine
La création du parc a lieu le 28 décembre 1991 par décret du gouvernement de la fédération de Russie, seulement trois jours après l'effondrement de l'Union soviétique. Les scientifiques, botanistes, ornithologues, hydrologues, ethnographes et historiens soutiennent sa création et viennent les premières années afin d'étudier ce nouveau territoire protégé. Seulement cinq ans après, en 1996, le parc bénéficie du programme russo-norvégien pour la préservation du patrimoine culturel russe, permettant la restauration de cinq chapelles du parc, dont celle de Verchinino. Au début du XXIe siècle, le parc ne compte plus que 45 villages, alors qu'ils étaient 102 au début du XXe siècle. Près de 2 000 habitants définissent le parc comme leur domicile.
En 2004, le parc se voit inscrit sur la liste des réserves mondiales de biosphère de l'Unesco, et le gouvernement russe l'inscrit en avril 2014 sous le nom de « Témoignage du lac Kenozero » à sa liste indicative du patrimoine mondial de l'Unesco, dans le cadre du processus de candidature au label. Le gouvernement russe propose le site comme étant mixte, culturel et naturel, en mettant en avant le patrimoine architectural, le paysage culturel médiéval, l'artisanat et le folklore local ainsi que la nature riche des lieux. En 2023, le parc national de Kenozero et le parc national d'Onega ont attiré à eux deux 52 993 touristes,.

## Gestion et tourisme
Le parc national du Kenozero est l'une des 111 aires protégées de l'oblast d'Arkhangelsk, l'un des quatre parcs nationaux de l'oblast ainsi que l'une des huit aires protégées d'importance fédérale. Il est sous la gestion à date du 1er janvier 2023 du ministère des Ressources naturelles et de l'Environnement de Russie. Le parc national est divisé pour sa gestion en trois zones avec des protections différentes. La première, la plus stricte, est la zone spécialement protégée, qui couvre 13,74 % du territoire. La deuxième est la zone récréative, où les activités économiques sont autorisées, qui couvre 52,12 % du parc. Enfin, la zone de protection des paysages culturels recouvre 34,14 % de l'aire protégée. De manière générale, la partie nord du parc est plus axée sur le patrimoine culturel, tandis que la partie sud est bien plus concentrée sur le patrimoine naturel intact.
La chasse printanière, à la sauvagine et aux oiseaux terrestres, est interdite dans l'aire protégée depuis 2017, tandis que la chasse d'automne est autorisée sur la base de licences pouvant être délivrées seulement aux habitants de l'aire protégée. Seulement 48 licences ont été délivrées en 2022, tandis qu'il est désormais interdit de chasser les ongulés et les ours. La pêche est autorisée avec des licences à des fins récréatives, sportives et pour la consommation dans une certaine mesure. La pêche amateur est autorisée dans la zone récréative et dans la zone de protection culturelle pour les locaux, tandis que la pêche sportive est autorisée pour les visiteurs seulement dans la zone de protection culturelle. En 2022, 1 841 poissons ont été pêchés dans le parc, avec comme principales espèces le brochet, le corégone et la lotte. La pêche est principalement pratiquée dans le Kenozero et le Liokchmozero, la pêche dans les autres lacs n'étant qu'occasionnelle. Enfin, la coupe de bois est autorisée pour les habitants de l'aire protégée pour se chauffer. En 2022, le volume abattu s'est élevé à 5 300 m3 de bois.
Afin de sensibiliser les habitants de la région, le parc entretient des partenariats avec les écoles de la région et avec plusieurs universités, en particulier l'université fédérale du Nord d'Arkhangelsk. Le parc détient trois forêts scolaires pour apprendre aux écoliers la foresterie, sous la direction du Minprirody Rossi. De plus, trois écoles forment les habitants pour être guides du parc, et un programme a été mis en place pour apprendre l'artisanat populaire local aux élèves. Depuis 2002, le parc national publie son propre journal, distribué gratuitement aux habitants du parc.
L'accès au parc est règlementé, les touristes devant s'acquitter d'une taxe pour entrer dans l'aire protégée. Pour les touristes, la gare ferroviaire la plus proche est celle de Niandoma, qui possède des liaisons avec Saint-Pétersbourg, Moscou et Arkhangelsk. De cette gare, des bus assurent la liaison avec Verchinino et Morchtchinskaïa. L'axe routier majeur le plus proche est la route fédérale M8, de Moscou à Arkhangelsk, au niveau de Velsk.

## Culture locale et patrimoine

### Sites culturels

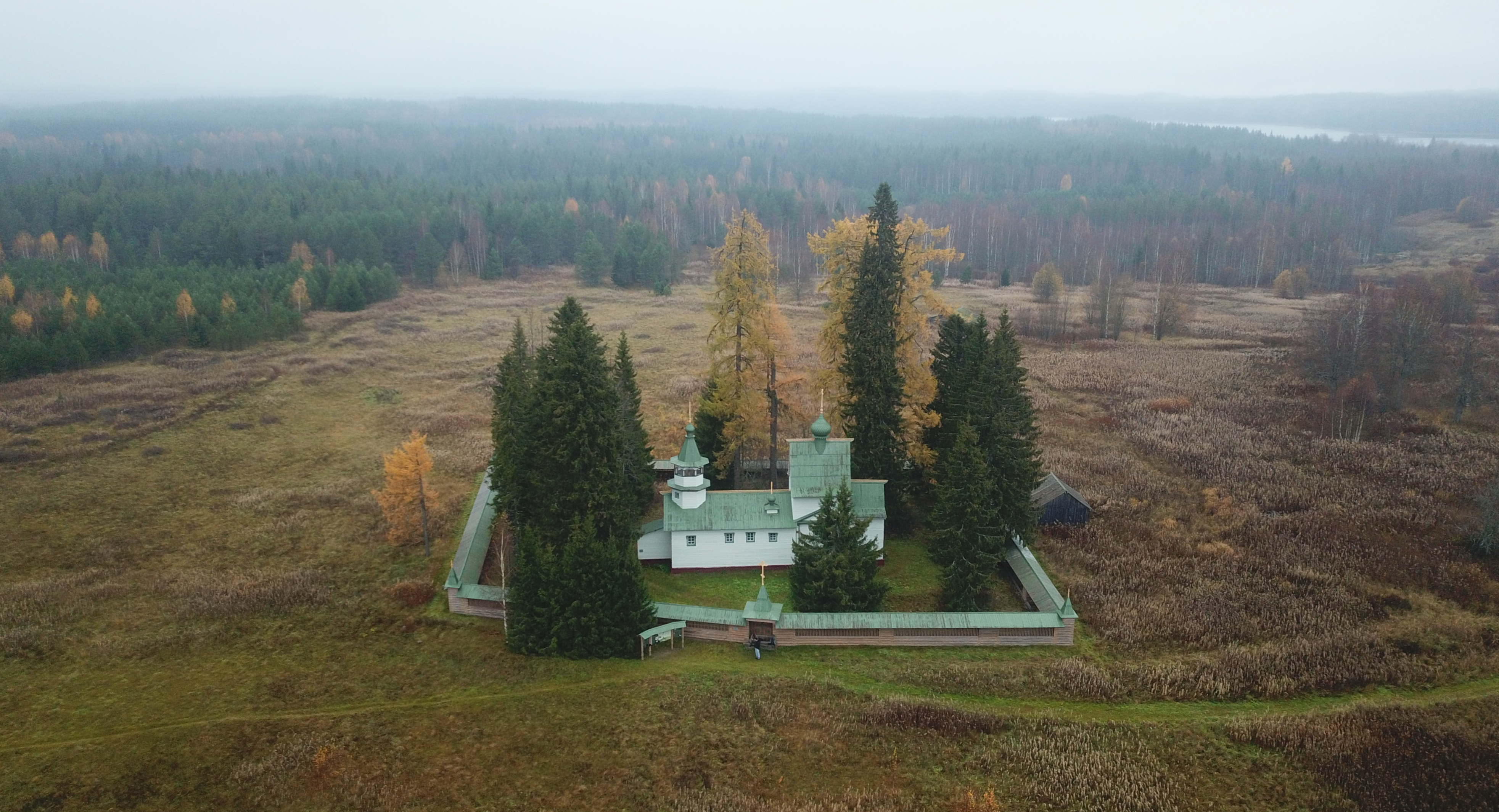
Pogost de Porjenka au milieu de la taïga.

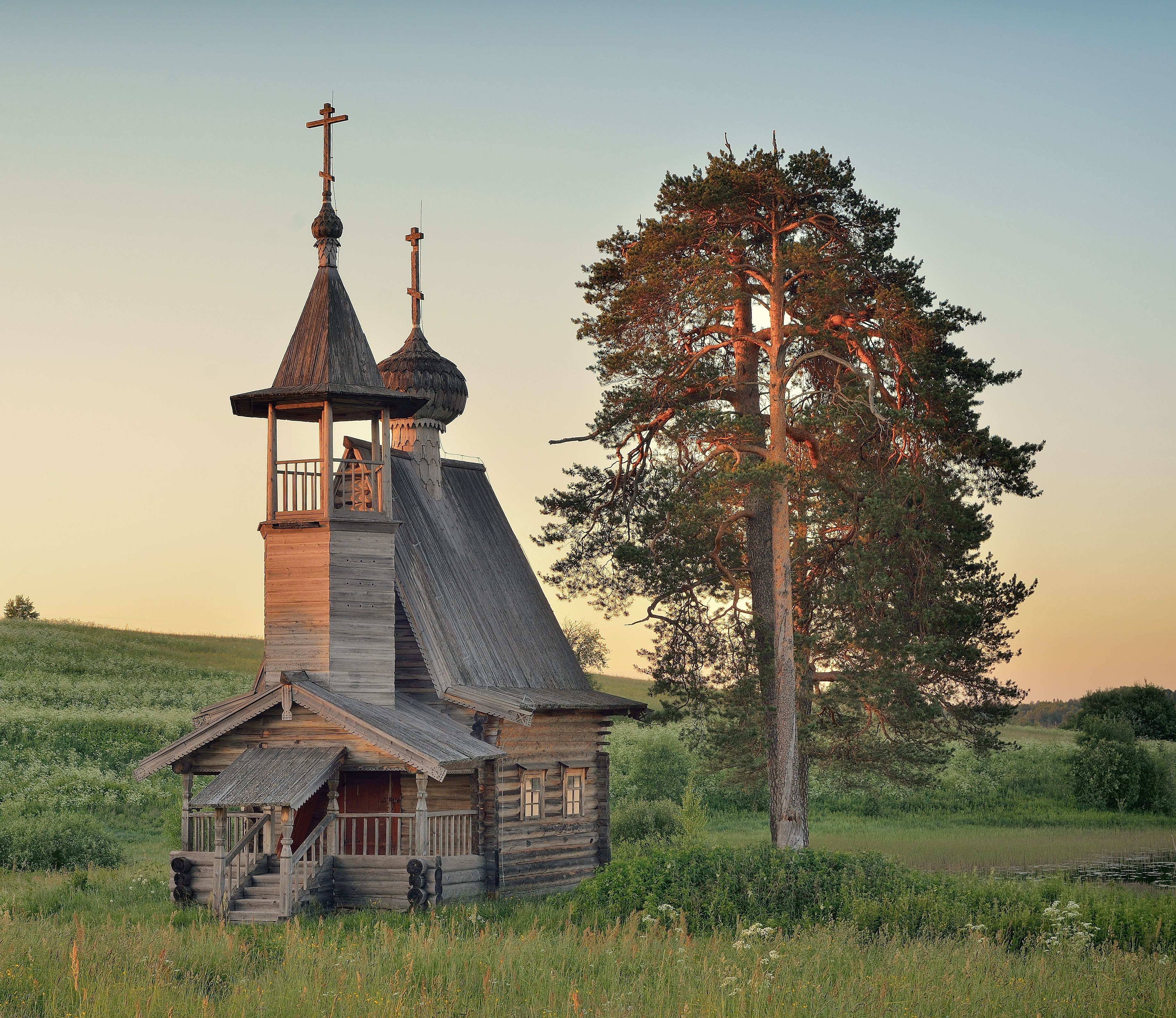
La Chapelle de la Transfiguration de Glazovo, construite en 1805.

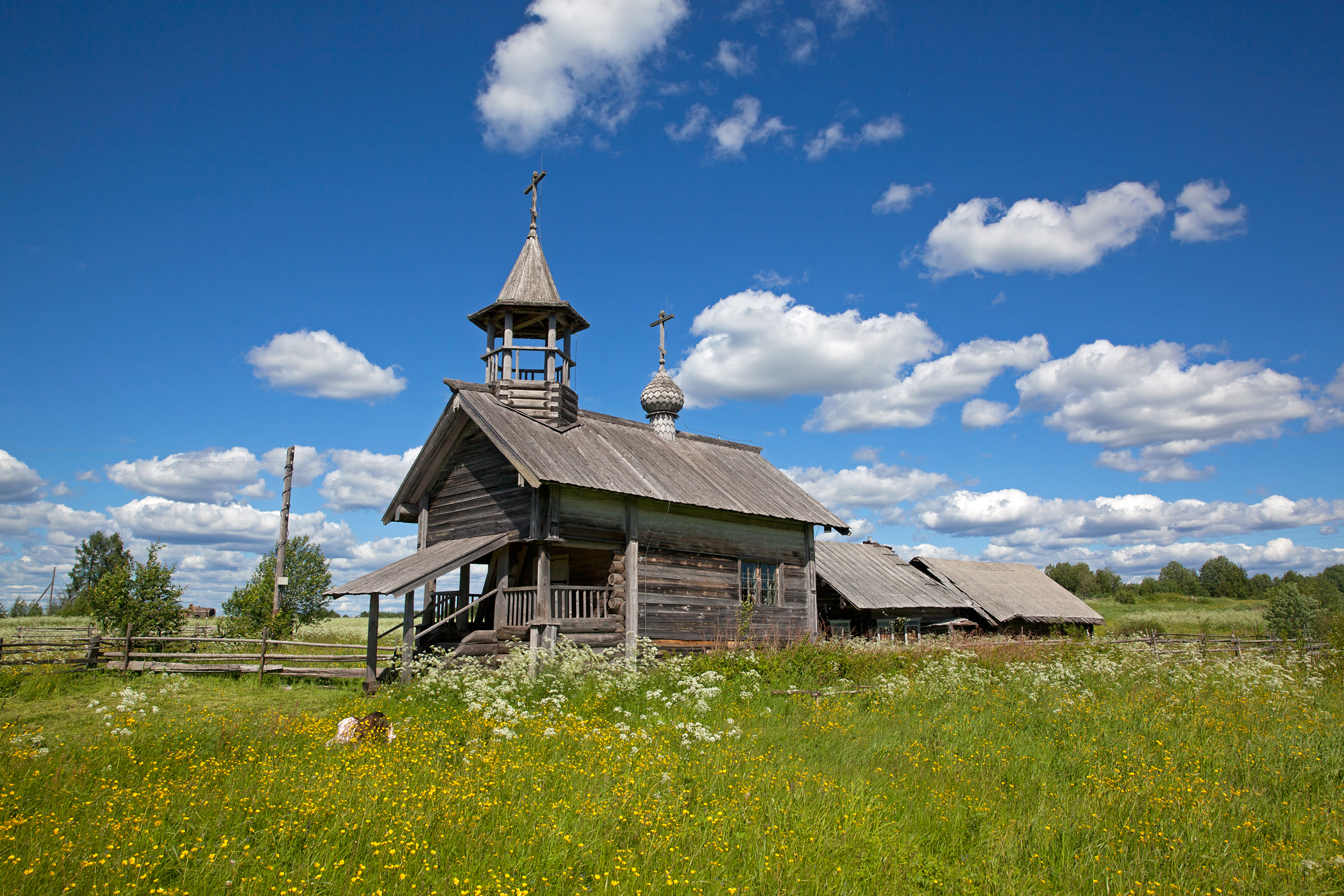
Vue de la chapelle de la Présentation-de-Marie-au-Temple de Ryjkovo.

Le patrimoine historique et culturel du parc est important, avec plus de 100 monuments architecturaux répartis sur le territoire. En 2021, le parc compte 65 chapelles en bois, 22 moulins à eau, 18 églises, 4 enceintes et palissades entre autres. Les bâtiments inscrits aux objets patrimoniaux culturels de Russie sont représentés par 39 chapelles en bois, 27 croix de culte, 11 églises, 7 ouvrages d'art, 6 granges, 3 moulins à eau, 2 palissades. Dans les objets patrimoniaux, il y a aussi 30 bosquets « sacrés », et on recense aussi 39 monuments archéologiques. Le parc national compte 3 objets d'importance fédérale et 42 objets d'importance régionale.
Les 3 objets d'importance fédérale sont l'enceinte en rondins du pogost du Potchozero qui date du XVIIIe siècle ; l'ensemble du pogost de Porjenka, qui comprant l'église du Saint-Grand-Martyr-Georges construite en 1782 et une enceinte en bois de 1854-1855 ; et l'ensemble du pogost du Potchozero. Ce dernier comprend entre autres l'église de l'origine des Saints-arbres de la Sainte-Croix de 1785, la chapelle de la décollation-de-la-tête-de-Jean-Baptiste du XVIIIe siècle et le clocher du pogost, lui aussi du XVIIIe siècle.
En 2013, le parc disposait de quinze musées et salles d'expositions, avec une collection de près de 9 000 espèces. Le parc national y expose des objets de l'artisanat local et de la vie paysanne, ainsi que des objets sur l'histoire de la région. Les principaux musées sont le Kenozero Birliouki, qui présente des copies de bâtiments traditionnels de la région, le musée « Au commencement était la parole » qui expose et raconte les rites des anciennes populations de la région et le musée « Ligne de granges » sur les techniques de l'artisanat local, notamment la forgerie, la poterie, la menuiserie et la peinture.

### Au cinéma
Le film Les Nuits blanches du facteur d'Andreï Kontchalovski, primé d'un Lion d'or du meilleur réalisateur au festival de Venise en 2014, a été tourné sur les rives du lac Kenozero au sein du parc national. Il raconte l'histoire et la vie d'un facteur avec son bateau qui est le seul lien entre les habitants des villages isolés et le reste du monde, oscillant entre fiction et documentaire sur la vie de la population locale,.